# Games Workshop
Ne pas confondre avec l'ancien éditeur américain Game Designers' Workshop
Games Workshop  (souvent abrégé en GW) est une entreprise d'origine anglaise spécialisée dans la création de figurines. La société édite principalement des wargames futuristes ou médiévaux fantastiques en utilisant ses propres figurines, à l'image de Warhammer, Warmaster, Mordheim et Blood Bowl pour le fantastique, et Warhammer 40,000, Epic, Inquisitor, Necromunda, Battlefleet Gothic et Gorkamorka pour le futuriste.
Dans les années 1980, la société publiait également des wargames, des jeux de rôles et des jeux de plateau avec ou sans figurines dans différents univers, mais s'est recentrée sur ses gammes Warhammer et Warhammer 40000 depuis le début des années 1990.
La société édite aussi Le Seigneur des anneaux : le jeu de bataille, sur l'idée d'un jeu de figurines basé sur les livres et les films du Seigneur des anneaux de J. R. R. Tolkien.
Games Workshop publie par ailleurs le magazine spécialisé White Dwarf, qui est intégralement consacré aux principaux jeux de la société (Warhammer, Warhammer 40,000 et Le Seigneur des anneaux : le jeu de bataille) ainsi que quatre autres magazines plus spécialisés : Battlefleet Gothic Magazine (sur Battlefleet Gothic), Exterminatus Magazine (sur Inquisitor), Warmaster Magazine (sur Warmaster) et Fanatic Magazine (sur les jeux spécialisés de l'entreprise en général).

## Histoire

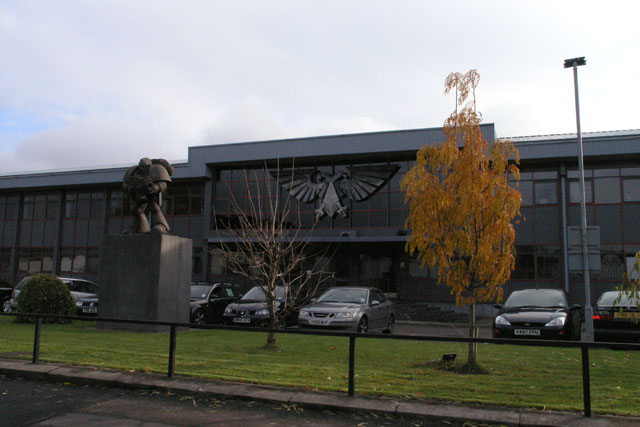
QG de Games Workshop au Royaume-Uni.

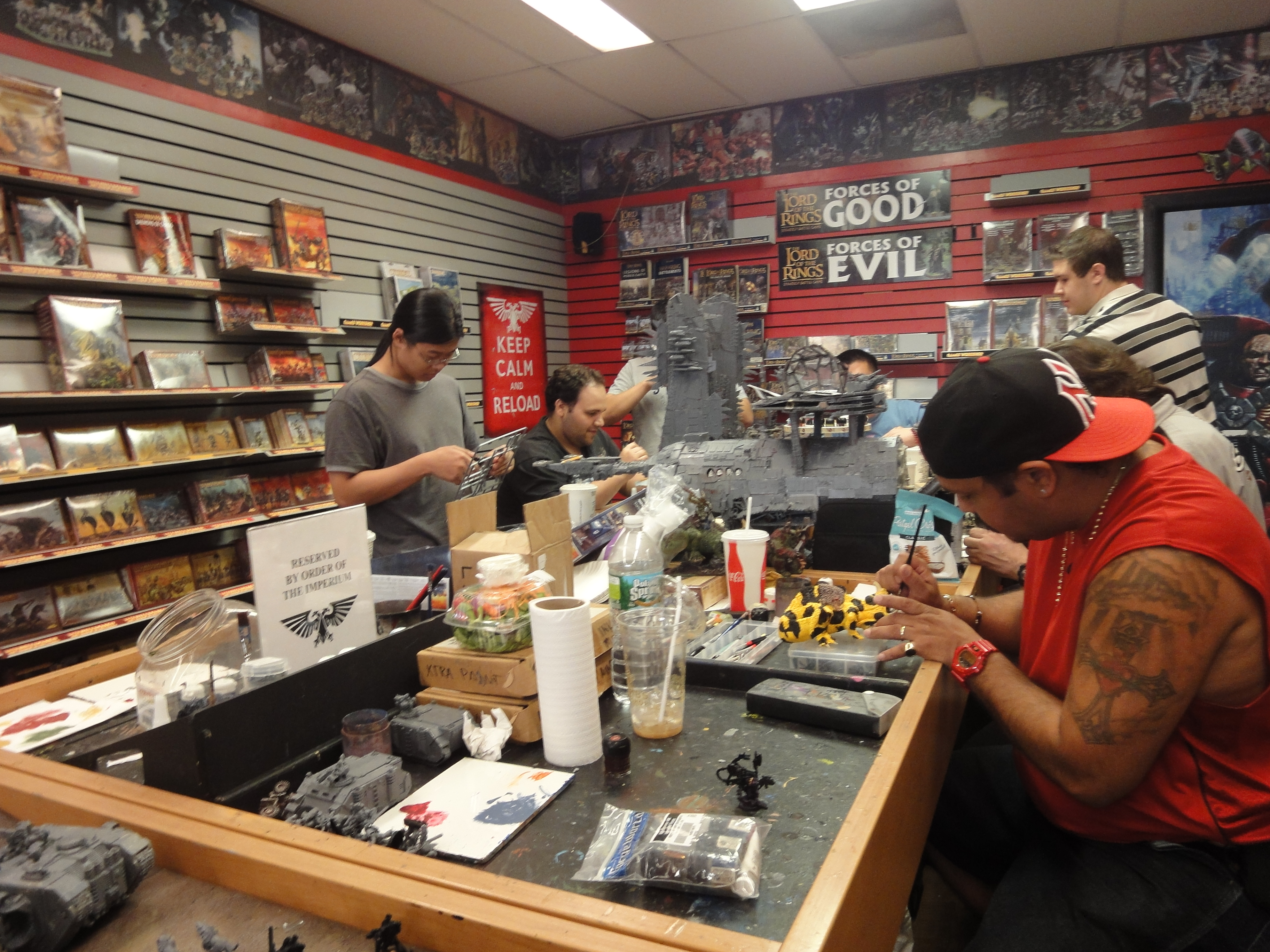
L'intérieur du Games Workshop de New York.

Il existe des studios nationaux pour la distribution de White Dwarf et la traduction des jeux. Mais il n'y a qu'un seul studio de création de jeux, qui est basé à Nottingham en Angleterre.
Games Workshop s'est installée dans de nombreux pays. Elle dispose de bureaux de traduction et/ou de magasins en Europe (Royaume-Uni, Allemagne, Belgique, Danemark, Espagne, Finlande, France, Grèce, Italie, Luxembourg, République tchèque, Norvège, Pologne, POR[Quoi ?] et Suède), en Amérique (Canada et États-Unis), en Australie, au Japon et en Chine. Non seulement les produits Games Workshop sont distribués par des boutiques indépendantes, mais la société dispose en plus de son propre réseau de distribution.

## White Dwarf

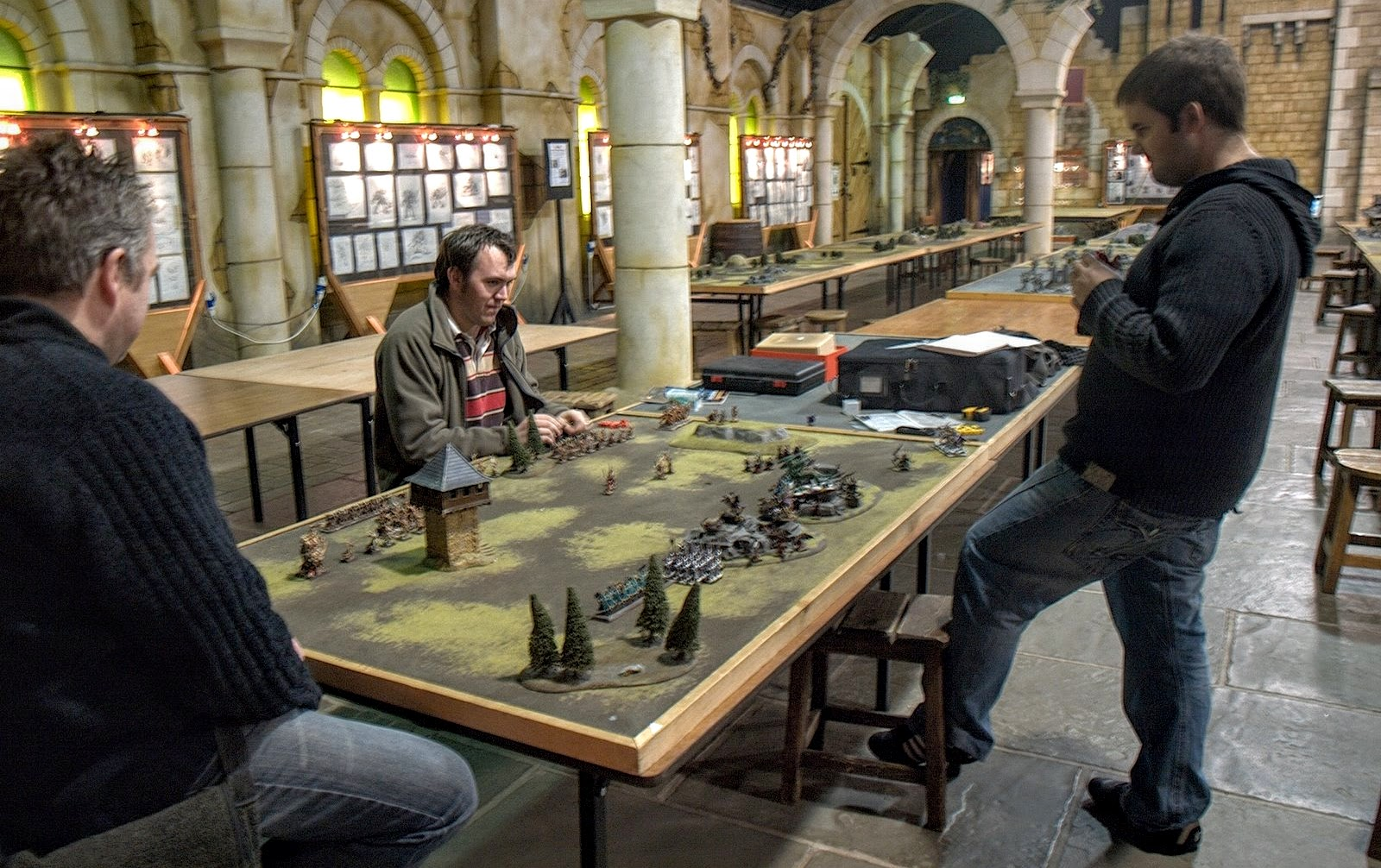
Partie de Warhammer organisée à l'intérieur du Games Workshop de Nottingham

Au départ, cette revue mensuelle traitait surtout de wargames et de jeux de rôle, mais elle s'est progressivement spécialisée dans l'univers des jeux de figurines Warhammer, Warhammer 40,000 et le Seigneur des Anneaux, ainsi que le jeu de bataille The Hobbit, tous édités par Games Workshop.
La revue est publiée en Grande-Bretagne depuis 1977. Elle ne paraît en France que depuis décembre 1992, sous une forme bimestrielle, et ne devint mensuelle qu'en octobre 1995.

## Mondes imaginaires exploités

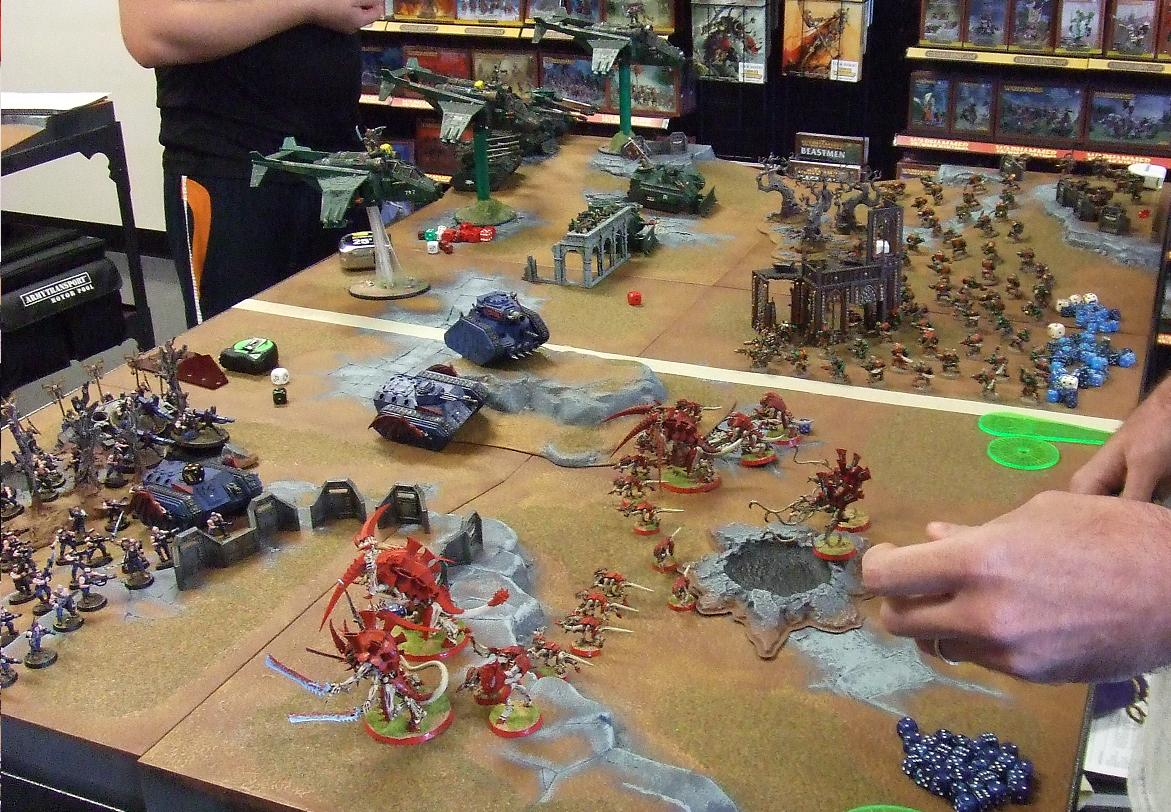
Ensemble de figurines provenant du jeu de figurines Warhammer 40,000.

Mis à part Le Seigneur des anneaux, Games Workshop a développé en interne des univers à part entière, avec des identités fortes, qui ont fait son succès.
Le graphisme et la description des univers doit beaucoup aux concepteurs, illustrateurs et sculpteurs « historiques » de la marque, qui ont mélangé art, histoire, mythes et diverses références à la littérature, la fantasy ou la science-fiction.

### Warhammer Fantasy
Le monde imaginaire de Warhammer (Warhammer Fantasy Battle ou juste Warhammer Fantasy) appartient à l'entreprise Games Workshop. Il est inspiré de la planète Terre de par sa géographie. Plusieurs des pays du « Vieux Monde » sont ainsi inspirés de pays européens de la Renaissance ; « l'Empire » est calqué sur le Saint-Empire romain germanique de la Renaissance, la « Bretonnie » sur la France médiévale et les légendes arthuriennes. De plus, cet univers est fortement influencé par diverses sources d'heroic fantasy, en particulier Le Seigneur des anneaux et le jeu de rôle Donjons et Dragons. Il comprend ainsi de nombreux peuples fantastiques tels que les Elfes, les Nains, les Orques, etc.
La magie existe dans cet univers et permet d'influencer le cours des batailles et de la vie de ses habitants. L'originalité principale de cet univers, toutefois largement inspirée par les romans de Michael Moorcock (comme Elric le nécromancien), par rapport à d'autres univers médiévaux-fantastiques est l'existence du Chaos, une force corruptrice vouée à la destruction du monde.
Cet univers est abandonné en 2015, et remplacé par Warhammer Age of Sigmar. En novembre 2019, Games Workshop annonce néanmoins ressusciter cet univers sous le nom de Warhammer: The Old World.

### Warhammer 40,000
Ce monde imaginaire de Warhammer 40,000 (abrégé en « WH40K ») appartient également à Games Workshop. Il s'agit d'une vision futuriste de notre galaxie au 41e millénaire — et non pas d'une version futuriste de Warhammer, les deux univers étant différents (selon la version officielle). Dans la galaxie, les humains sont dominés par l'Imperium, une théocratie totalitaire, seul rempart face aux menaces extraterrestres des autres races de la galaxie.
Certaines races extraterrestres sont inspirées par les peuples de Warhammer et de l'heroic fantasy en général, tels que les Eldars qui sont des Elfes futuristes, ou les armées du Chaos. D'autres sont originales, comme les Tyranides qui sont inspirés par les Aliens de l'univers cinématographique du même nom.

### Le Seigneur des Anneaux
Games Workshop possède une licence d'exploitation du jeu Le Seigneur des anneaux : le jeu de bataille. C'est l'univers décrit par J. R. R. Tolkien dans son œuvre la plus connue, Le Seigneur des anneaux. Le jeu exploite tout le bestiaire (le « légendaire ») décrit par Tolkien.

### Warhammer Age of Sigmar
En 2015, Games Workshop annonce l'abandon de Warhammer au profit d'une suite intitulée Warhammer Age of Sigmar. Le « Vieux Monde » a été brisé et certaines de ses entités ont survécu sous leur forme actuelle, ou sous une autre. Le retour du dieu Sigmar a donné à cet univers son nom ; il est cependant important de noter que malgré les similitudes, Age of Sigmar est détaché de Warhammer Fantasy, lequel n'existe plus. Le système de jeu est similaire à celui de Warhammer 40,000.

### Warhammer: The Old World
Annoncé en 2019, Warhammer : The Old World est une résurgence de Warhammer Fantasy, se déroulant durant une période passée. Il est prévu pour le premier trimestre 2024.

## Principaux jeux
- Advanced Heroquest
- Advanced Space Crusade
- Battlecars
- Battlefleet Gothic
- Blood Bowl
- Dreadfleet
- Epic
- HeroQuest
- Mighty Empires
- Man O'War
- Gorkamorka
- Inquisitor
- Mordheim
- Necromunda
- Le Seigneur des anneaux : le jeu de bataille
- Space Crusade
- Space Hulk
- Talisman
- Warhammer Quest
- Warhammer Fantasy Roleplay
- Warhammer 40,000
- Warhammer Age of Sigmar
- Warhammer : The Old World

## Divisions
- Black Library est la division de Games Workshop qui édite les romans de l'univers du jeu de figurines fantastiques Warhammer et Warhammer 40,000. Elle est fondée en 1997. La Black Library a commencé à publier des romans en français à partir de l'été 2012 à la place de la Bibliothèque Interdite, et en allemand à partir de fin 2012.
- Citadel Miniatures est la division qui réalise les figurines et le matériel, peintures incluses. Elle est créée en 1979.
- Forge World est la division qui fournit les figurines en résine pour les jeux du groupe.